# 默瑟縣 (俄亥俄州)

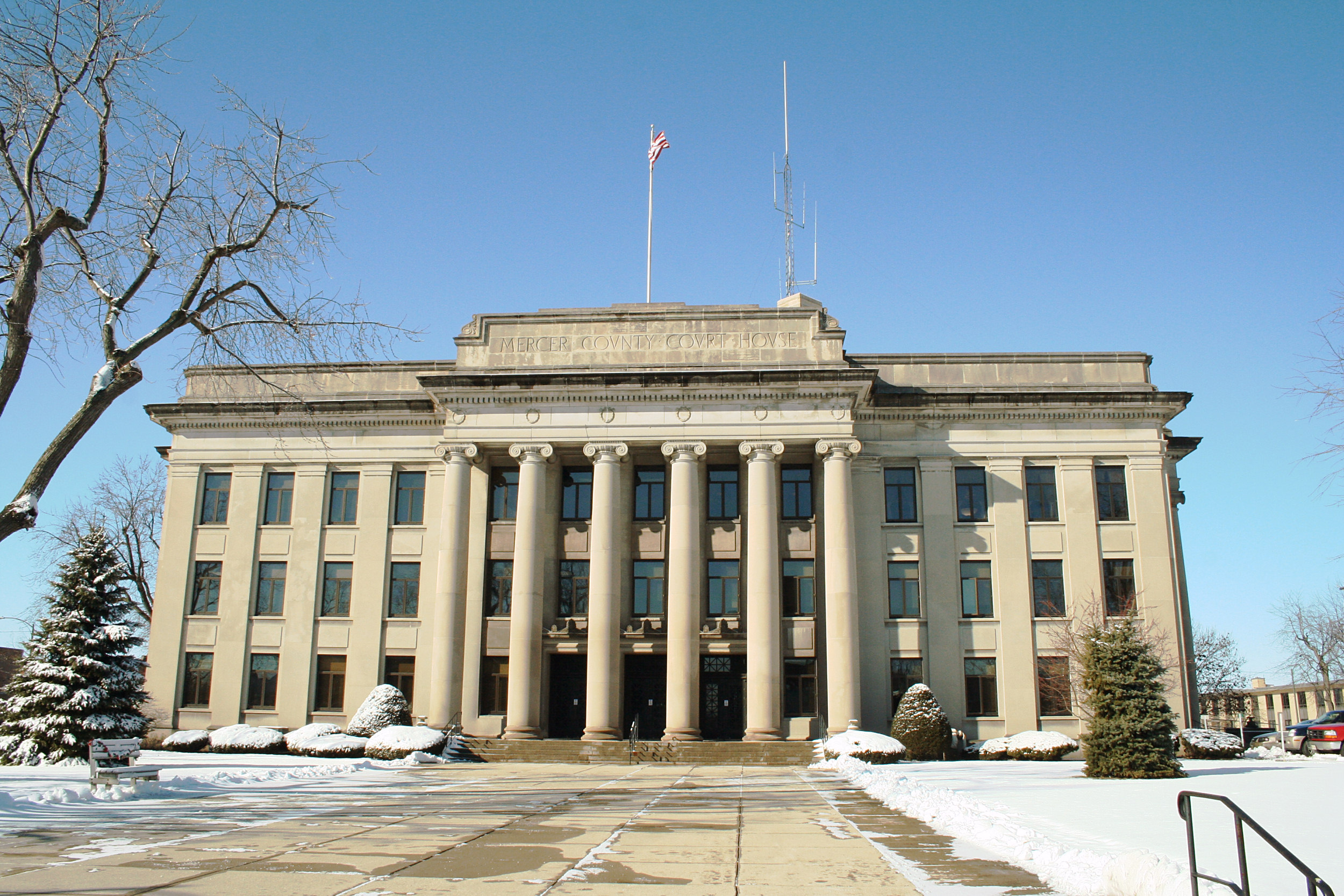
縣法院

默瑟县（英語：Mercer County）是美國俄亥俄州西部的一個縣，西鄰印地安納州。面積1,226平方公里。根據美國2000年人口普查，共有人口40,924人。縣治塞萊納（Celina）。
成立於1820年2月12日。縣名紀念在美國獨立戰爭中戰死的休·默瑟。